# 齐增七
HD 182807，又名BD+24 3737，SAO 87190、HR 7386，是一颗狐狸座的恒星，视星等为6.19，位于銀經58.86，銀緯4.18，其B1900.0坐标为赤經19h 21m 17.4s，赤緯+24° 4.18′ 56″。